# Monkey Island
Monkey Island (с англ. — «Остров Обезьян») — серия приключенческих игр, созданных студией LucasArts (ранее LucasFilm Games). Общий сюжет игр — приключения юноши по имени Гайбраш Трипвуд, который всеми силами стремится стать знаменитым пиратом Карибских островов. Ему предстоит завоевать сердце губернатора Элейн Марли и победить могущественного врага, пирата-призрака по имени ЛеЧак.

## История создания

### Вдохновение
Рон Гилберт, автор идеи и один из создателей серии, называет двумя главными источниками вдохновения аттракцион «Пираты Карибского моря» в Диснейленде и роман Тима Пауэрса «В неведомых волнах». Причём если аттракцион навеял общую атмосферу, то книга послужила источником идей для создания сюжета и главных персонажей игры. Название книги Пауэрсом взято из строк вымышленного поэта XIX века Уильяма Эшблесса и иногда ошибочно переводится как «На странных берегах», что однако не соответствует смыслу использованного Пауэрсом стихотворения.

## Игры

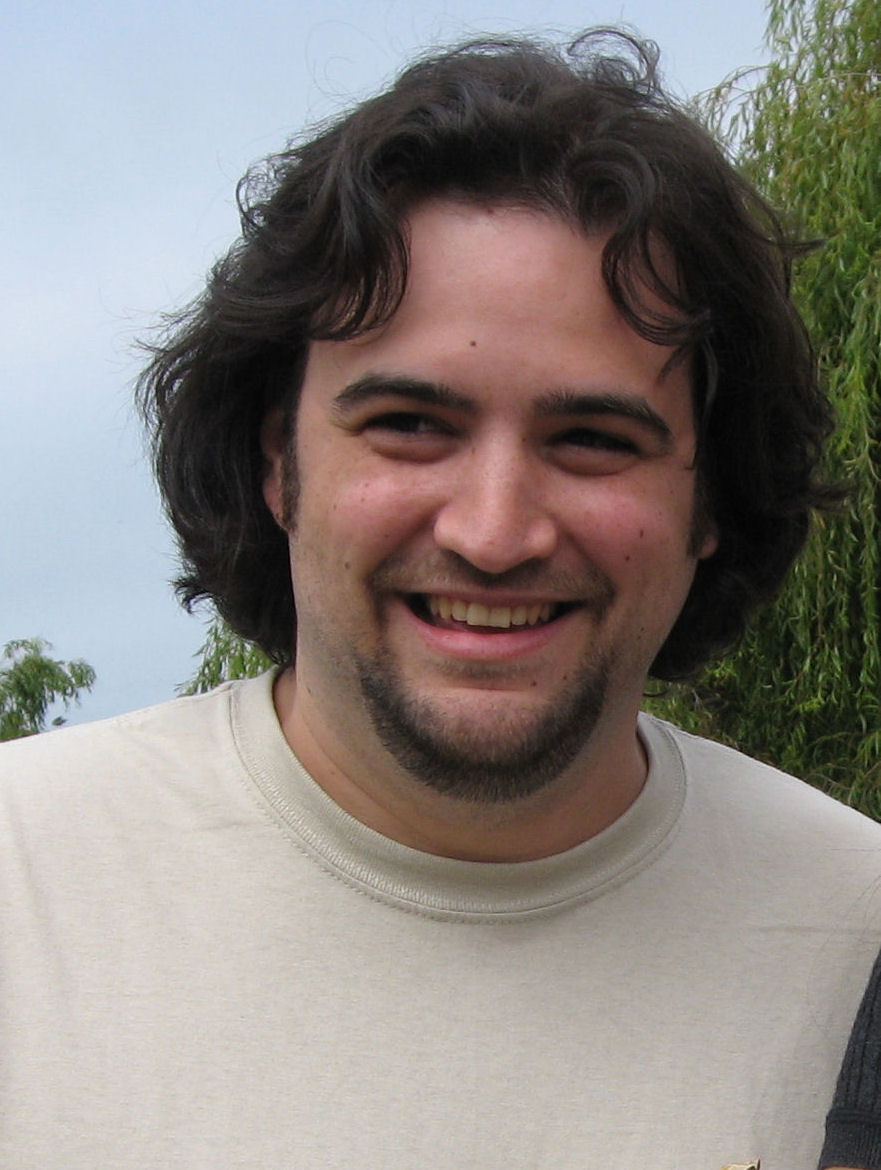
Доминик Армато — ярый поклонник серии, актёр, озвучивший Гайбраша Трипвуда во всех играх, вышедших с 1997 года

### The Secret of Monkey Island(1990)
Молодому Гайбрашу Трипвуду, только что попавшему на остров Мейли (англ. Mêlée Island) и желающему стать «могущественным пиратом», предстоит пройти три великих испытания, а затем отплыть к таинственному острову Обезьян (Monkey Island), чтобы вызволить свою любимую Элейн Марли из лап злобного пирата-призрака ЛеЧака.

### Monkey Island 2: LeChuck’s Revenge(1991)
Болтаясь на верёвке в пропасти, Гайбраш рассказывает Элейн, как докатился до такой жизни. По ходу повествования Гайбраш путешествует по Карибским островам в поисках частей карты к великим сокровищам «Большого шума» (англ. Big Whoop). Да вот беда — верный помощник его давнего врага ЛеЧака сумел возродить своего господина в теле зомби.

### The Curse of Monkey Island(1997)
Потерявший надежду достичь земли, изнывающий от голода и жажды, Гайбраш неожиданно обнаруживает свою утлую посудину в самом центре сражения, в ходе которого губернатор острова Навара (Plunder Island) Элейн Марли сдерживает натиск пирата-зомби ЛеЧака, пытающегося захватить остров с моря. Доблестно (и с крупной долей удачи) расправившись со своим врагом, Гайбраш получает в качестве трофея большое бриллиантовое кольцо. Не ведая о том, что оно проклято, Гайбраш с его помощью ненароком превращает свою любовь в золотую статую. Лишь найдя и надев на её палец точно такое же, но непроклятое кольцо, Гайбраш может снять заклятие. Но злобный ЛеЧак не желает оставаться мёртвым. Он возрождается в виде огнебородого демона, намереваясь создать армию мертвецов посредством великого парка аттракционов.

### Escape from Monkey Island(2000)
Вернувшись из свадебного путешествия, Гайбраш и Элейн с удивлением обнаруживают, что Элейн объявили мёртвой, и на её пост губернатора баллотируется незнакомец Чарльз Л. Чарльз, предлагающий пиратам острова «веселье и бесплатный грог». Пока Элейн устраивает свою кампанию по переизбранию, Гайбраш раскрывает коварный план австралийского предпринимателя по превращению всех Карибских островов в курорт для туристов. Чтобы противостоять ему и своему злейшему врагу ЛеЧаку, Гайбрашу необходимо вернуться на остров Обезьян в поисках противостояния для Совершенного Оскорбления (англ. The Ultimate Insult), способного уничтожить дух любого пирата.

### Tales of Monkey Island(2009)
Во время ожесточённой битвы со своим врагом, злобным пиратом ЛеЧаком, Гайбраш превращает того назад в обычного человека, при этом ненароком выпуская на волю великую заразу, которая быстро распространяется по Карибскому морю, превращая пиратов в зомби. Вуду Леди посылает Гайбраша на поиски легендарной морской губки, чтобы остановить эпидемию, но, как всегда, за каждым углом этого простого путешествия кроются сюрпризы.

### Return to Monkey Island(2022)
Шестая часть серии была анонсирована в апреле 2022. Return to Monkey Island стала первой за 13 лет игрой серии, а также первой с 1991 года игрой, разработанной под руководством Рона Гилберта, автора первых двух игр. Сам Гилберт описывал проект как Monkey Island 3a, поскольку он продолжает не события Tales of Monkey Island, а концовки второй части, LeChuck’s Revenge. Выпуск игры был назначен на 2022 год.

## Переиздания
- В 2009 и 2010 годах две первые части были переизданы в виде Special Edition. Все персонажи и локации были перерисованы в мультяшном стиле с большим количеством деталей, а оригинальные актёры озвучили свои роли. Музыка была перезаписана с оркестровой поддержкой. Действия в новой версии скрыты и заменены универсальным курсором, который позволяет выбрать нужное действие при наведении на объект, инвентарь открывается нажатием кнопки. В играх есть возможность переключаться между новой и старой версией игры на лету[6].

## Неофициальные версии
- В 1994 году чешские разработчики Pterodon Software выпустили игру-пародию The Secret of Donkey Island (Tajemství Oslího ostrova[чеш.]).[7][8]
- В 1995 году был выпущен неофициальный порт для персональных компьютеров БК с вольными отклонениями от сюжета.[9][10]